# 갈육초등학교
갈육초등학교는 대한민국 경상남도 하동군에 있는 공립 초등학교이다.

## 학교 연혁
- 1922년 3월 30일: 사설 갈사 학술 강습소 인가
- 1943년 5월 6일: 갈사공립국민학교 인가
- 1946년 12월 5일: 갈육국민학교로 교명 변경
- 1996년 3월 6일: 갈육초등학교로 개칭

## 참고 자료
- 갈육초등학교 - 한국교육학술정보원 학교알리미